# 梁潛

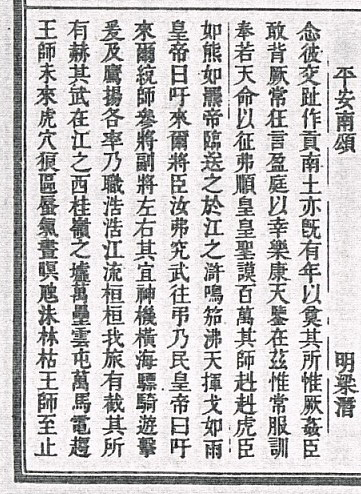
梁潛《平安南頌》

梁潛（1356年—1418年），字用之，江西行省吉安路太和州（今江西省泰和縣）人，明朝政治人物。
洪武年间，其中鄉試举人，授四川蒼溪訓導。后举荐任四會知縣，改为陽江、陽春知县，皆以廉平稱道。永乐元年，召入修《明太祖實錄》。書成，擢翰林院修撰。之后兼右春坊右贊善，代鄭賜總裁《永樂大典》。之后陪同朱棣北巡。有陳千戶者，擅取民財，令旨謫边交阯。数日后念其有軍功，貸還。当时有人进谗说：“皇上所謫罪的人，都由皇太子曲宥了。”朱棣听后大怒，杀陳千戶，并牵连至梁潛与司諫周冕，后两人均被杀。梁潛妻子楊氏认为不公，绝食而死。
其子梁楘由正统元年进士出身，官至浙江布政使。